# Couples Retreat
Couples Retreat (Solo para parejas en Hispanoamérica o Todo incluido en España) es una película estadounidense de 2009 del género comedia romántica dirigida por Peter Billingsley y escrita por Jon Favreau, Vince Vaughn y Fox Dana. Está protagonizada por Vaughn y Favreau, junto a Faizon Love, Jason Bateman, Kristin Davis, Kristen Bell, Malin Akerman y Jean Reno. Estrenada el 9 de octubre de 2009 en los Estados Unidos, se rodó principalmente en la isla Bora Bora.
En 2023, el filme ocupaba el segundo lugar entre las películas más vistas de Netflix.

## Sinopsis
Dave (Vince Vaughn), un distribuidor de Guitar Hero, y Ronnie (Malin Akerman), una ama de casa, son una típica pareja con dos niños pequeños. Ellos experimentan varias tensiones, incluyendo redecorar su casa y la crianza de sus hijos. Joey (Jon Favreau) y Lucy (Kristin Davis) son novios desde el instituto con una hija adolescente típica rebelde llamada Lacey. Su relación está estancada. Jason (Jason Bateman) y Cynthia (Kristen Bell) son una pareja neurótica que ha experimentado varios intentos fallidos de concebir. Y Shane (Faizon Love), quien se ha separado recientemente de Jennifer, tiene una novia mucho más joven de veinte años, Trudy (Kali Hawk).
En la fiesta de cumpleaños del hijo de Dave, Jason y Cynthia, con PowerPoint, anuncian que su matrimonio tiene problemas y que están considerando el divorcio, ya que no pueden concebir. Como último esfuerzo, han encontrado un complejo de terapia para las parejas, "Eden". Jason y Cynthia les informan sobre un paquete denominado "paquete Pelícano" que es a mitad de precio si y sólo si pueden conseguir que otras tres parejas se unan a ellos. En su presentación, se muestran hermosas imágenes de las playas soleadas. También les aseguran a los demás que la terapia de la pareja es totalmente opcional.
Luego de idas y vueltas, las parejas amigas deciden ir a dicha isla donde se unirán a una terapia con profesionales en matrimonios y parejas, entre ellos, Marcel (Jean Reno), y se encontrarán en situaciones que deben solucionar juntos para que dicha tarea resulte en un matrimonio mejor consolidado.

## Reparto
- Vince Vaughn como David «Dave», esposo de Ronnie.
- Malin Akerman como Veronica «Ronnie», esposa de Dave
- Jason Bateman como Jason Smith, esposo de Cynthia.
- Kristen Bell como Cynthia Smith, esposa de Jason.
- Jon Favreau como Joey Tanzini, esposo de Lucy.
- Kristin Davis como Lucy Tanzini, esposa de Joey
- Jean Reno como Marcel, terapeuta.
- Faizon Love como Shane, pareja de Trudy, de veinte años. También divorciado de Jennifer.
- Kali Hawk como Trudy, pareja de veinte años del recientemente divorciado Shane.
- Tasha Smith como Jennifer, exesposa de Shane.
- Peter Serafinowicz como Stanley, terapeuta.
- Carlos Ponce como Salvatore, instructor de yoga.
- John Michael Higgins como terapeuta.
- Ken Jeong como terapeuta.

## Producción

### Locaciones de filmación
La ubicación principal para el rodaje fue en el St. Regis Resort, Bora Bora en la Polinesia Francesa. Otros lugares de filmación incluyen Los Ángeles, Universal Studios y el Aeropuerto Internacional O'Hare.

### Marketing
Universal Pictures fue criticada por la eliminación de los actores Faizon Love y Kali Hawk de los carteles internacionales de la película, que muestran sólo a seis en lugar de a los ocho miembros del reparto, como en los carteles utilizados para EE. UU. El estudio ha lamentado la ofensa y ha abandonado los planes para usar el cartel revisado en otros países.
Universal Pictures se asoció con varios grupos de apoyo financiero para ayudar a comercializar la película. Los patrocinadores incluyen el Patronato de Turismo de Tahití, donde se hizo la película, la fábrica de Bud Light y el ron Captain Morgan's, tienda Bloomingdale's del departamento, y Crunch Gimnasio. El videojuego Guitar Hero también ocupa un lugar destacado en la película.

## Recepción

### Taquilla
La película fue un éxito de taquilla, ocupando el primer lugar en su fin de semana de estreno con 34 286 740 dólares y convirtiéndose en el mayor éxito de taquilla de Vince Vaughn desde The Break-Up (2006). La película recaudó 109,2 millones de dólares a nivel nacional y 58,8 millones de dólares en otros mercados, alcanzando un total mundial de 171 millones.

### Crítica
Couples Retreat fue duramente criticada por la prensa. En Rotten Tomatoes, la película tiene un índice de aprobación del 10 % basado en 161 reseñas, con una calificación promedio de 3.80/10. El consenso crítico del sitio dice: «A pesar de un elenco talentoso y de una interacción agradable entre Jon Favreau y Vince Vaughn, Couples Retreat deja a los espectadores varados en una comedia árida y sin alegría». En Metacritic, la película tiene una puntuación de 23 sobre 100 basada en las reseñas de 27 críticos, lo que indica «reseñas generalmente desfavorables».